# Baromesnil
Baromesnil és un municipi francès situat al departament del Sena Marítim i a la regió de Normandia. L'any 2007 tenia 246 habitants.

## Demografia

### Població
El 2007 la població de fet de Baromesnil era de 246 persones. Hi havia 100 famílies de les quals 24 eren unipersonals (12 homes vivint sols i 12 dones vivint soles), 36 parelles sense fills, 36 parelles amb fills i 4 famílies monoparentals amb fills.
La població ha evolucionat segons el següent gràfic:
Habitants censats

### Habitatges
El 2007 hi havia 114 habitatges, 103 eren l'habitatge principal de la família, 7 eren segones residències i 4 estaven desocupats. Tots els 113 habitatges eren cases. Dels 103 habitatges principals, 84 estaven ocupats pels seus propietaris i 19 estaven llogats i ocupats pels llogaters; 3 tenien dues cambres, 13 en tenien tres, 31 en tenien quatre i 57 en tenien cinc o més. 94 habitatges disposaven pel capbaix d'una plaça de pàrquing. A 45 habitatges hi havia un automòbil i a 49 n'hi havia dos o més.

### Piràmide de població
La piràmide de població per edats i sexe el 2009 era:
| Homes | Edats   | Dones |
| ----- | ------- | ----- |
| 0     | 95 o +  | 0     |
| 0     | 90 a 94 | 0     |
| 8     | 85 a 89 | 4     |
| 0     | 80 a 84 | 0     |
| 8     | 75 a 79 | 12    |
| 8     | 70 a 74 | 8     |
| 4     | 65 a 69 | 4     |
| 8     | 60 a 64 | 4     |
| 0     | 55 a 59 | 8     |
| 8     | 50 a 54 | 8     |
| 8     | 45 a 49 | 8     |
| 8     | 40 a 44 | 8     |
| 4     | 35 a 39 | 4     |
| 8     | 30 a 34 | 16    |
| 12    | 25 a 29 | 0     |
| 8     | 20 a 24 | 20    |
| 16    | 15 a 19 | 4     |
| 8     | 10 a 14 | 8     |
| 16    | 5 a 9   | 0     |
| 4     | 0 a 4   | 8     |

## Economia
El 2007 la població en edat de treballar era de 152 persones, 101 eren actives i 51 eren inactives. De les 101 persones actives 96 estaven ocupades (55 homes i 41 dones) i 5 estaven aturades (4 homes i 1 dona). De les 51 persones inactives 29 estaven jubilades, 14 estaven estudiant i 8 estaven classificades com a «altres inactius».

### Ingressos
El 2009 a Baromesnil hi havia 103 unitats fiscals que integraven 256,5 persones, la mediana anual d'ingressos fiscals per persona era de 16.029 €.

### Activitats econòmiques
Els 5 establiments que hi havia el 2007 eren d'empreses de construcció.
Dels 5 establiments de servei als particulars que hi havia el 2009, 1 era un paleta, 2 fusteries i 2 empreses de construcció.
L'any 2000 a Baromesnil hi havia 11 explotacions agrícoles que ocupaven un total de 560 hectàrees.

## Equipaments sanitaris i escolars
El 2009 hi havia una escola elemental integrada dins d'un grup escolar amb les comunes properes formant una escola dispersa.

## Poblacions més properes
El següent diagrama mostra les poblacions més properes.